# Сольресоль

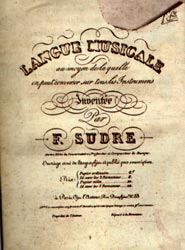
Обложка книги Ж. Ф. Сюдра

Сольресоль — международный искусственный язык, основанный на названиях семи нот диатонической гаммы. Его изобрёл француз Жан Франсуа Сюдр в 1817 году. В дальнейшее развитие сольресоля внесли значительный вклад Венсан Гаевски (фр. Vincent Gajewski; 1813–1881), изобретший для него особую стенографическую азбуку (см. ниже), и его сын Болеслас Гаевски (фр. Sisal Boleslas Gajewski; ум. 1917), проанализировавший сильные и слабые стороны проекта Сюдра в книге «Examen critique de la langue universelle de Sudre» (1887), а затем составивший «Грамматику сольресоля» (фр. Grammaire du Solresol; 1902).

## Алфавит
Алфавит сольресоля состоит из названий семи музыкальных нот (до, ре, ми, фа, соль, ля, си); один элемент этого алфавита соответствует одному слогу, каждый из которых чаще всего состоит из одного согласного + одного гласного (исключение — соль). Пятисложные слова есть, но в «Грамматике сольресоля» они не упомянуты. Для изучения и использования сольресоля не требуется знакомства с музыкальной грамотой.

## Примеры
Некоторые слова и фразы переводятся на сольресоль так:
- я — доре,
- ты, вы — доми,
- мой — редо,
- желание, желать — мифаля,
- помощь, помогать — досидо,
- любить, любовь — миляси,
- я люблю тебя — доре миляси доми,
- язык — сольресоль.

## Части речи
Место фонетического ударения в слове определяет часть речи. В глаголе ударение не ставится, в существительном оно падает на первый слог, в прилагательном — на предпоследний, а в наречии — на последний. Пример:
- мидофа — предпочитать,
- ми́дофа — предпочтение,
- мидо́фа — предпочтительный,
- мидофа́ — предпочтительно.

## Род и число
В сольресоле имеется три рода — мужской, женский и средний, при этом все неодушевлённые или бесполые объекты имеют средний род, а у остальных род совпадает с полом (аналогично английскому языку). В словах женского рода в устной речи выделяется последний гласный звук. На письме последний слог надчёркивается либо после слова сверху ставится короткая горизонтальная линия «¯». Слова среднего и мужского рода ничем не выделяются, поэтому можно сказать, что в сольресоле два рода — женский и неженский.
Слова во множественном числе произносятся с удлинением последнего гласного звука так, как если бы он был двойной. На письме над соответствующей буквой ставится диакритический знак острого ударения (акут) «´».
- редо — брат,
- редō — сестра,
- редṓ — сёстры.

Во многих случаях пометки женского рода и множественного числа могут быть опущены, если смысл ясен из соседних слов.

## Смысловые группы
Многосложные слова объединяются в смысловые группы по начальным слогам. Например, слова, начинающиеся с соль, относятся к наукам и искусству (сольресоль), а с сольсоль — к болезням и медицине (сольсольредо — мигрень). Шесть слов из группы «Время»:
- доредо — час,
- дореми — день,
- дорефа — неделя,
- доресоль — месяц,
- дореля — год,
- дореси — столетие, век.

## Антонимы
Для образования антонимов используется инверсия, то есть «переворачивание» слова.
- фаля — хороший, хорошо
- ляфа — плохой, плохо
- домисоль — бог
- сольмидо — дьявол

Естественно, что у полученных таким образом антонимов нельзя по первым слогам определить смысловую группу.

## Синонимы и омонимы
В сольресоле отсутствуют синонимы и омонимы, то есть разные слова всегда означают разное и по-разному записываются.

## Морфология и синтаксис
Формы спряжения глаголов по временам, наклонениям, залогам, превосходные степени прилагательных и наречий, отрицательные и вопросительные предложения образуются с помощью вспомогательных слов.

## Письменность и другие формы речи
Записывать сольресоль можно несколькими простыми способами:
1. названиями нот,
2. то же, но для краткости опуская гласные (за исключением ноты соль, которая записывается so, чтобы отличать от си — s),
3. нотной записью на нотном стане (или просто кружками на трёх горизонтальных линиях),
4. первыми семью арабскими цифрами,
5. первыми семью буквами латинского алфавита,
6. знаками специальной стенографии сольресоль,
7. цветами радуги (цветными линиями на бумаге).

Речь на сольресоле можно воспроизводить и другими способами:
1. произношением названий нот вслух,
2. языком жестов глухонемых,
3. сериями стуков и других произвольных дискретных сигналов (один раз — до, два раза — ре и т. д.),
4. игрой на музыкальном инструменте с диатоническим звукорядом,
5. пением,
6. жестами, повторяющими знаки стенографии сольресоль,
7. сигнальными флажками,
8. цветами радуги (вспышками света или цветными линиями на бумаге),
9. и т. д. бесконечно.

В устном сольресоле между словами необходимо делать короткие паузы, иначе распознавание границ слов будет затруднено.

## Популярность
Проект Сюдра заслужил неоднократные одобрения различных комиссий Парижской академии наук и многочисленных научных обществ, получил приз в 10 тысяч франков на международной выставке 1851 года в Париже и почётную медаль на международной выставке в 1862 года в Лондоне, встретил признание многих выдающихся современников, в их числе Виктора Гюго, Альфонса Ламартина, Александра Гумбольдта.
После небольшого периода популярности сольресоль сдал свои позиции более успешным искусственным языкам, таким как волапюк и эсперанто.